# Peter Donohoe
Peter Donohoe (* 18. Juni 1953 in Manchester) ist ein englischer Pianist.

## Leben
Donohoe studierte sieben Jahre an der Chetham’s School of Music. Er war dann Kompositionsschüler von Alexander Goehr an der Leeds University und Klavierschüler von Derek Wyndham am Royal Northern College of Music und vervollkommnete seine Ausbildung in Paris bei Olivier Messiaen und Yvonne Loriod. 1982 gewann er den geteilten zweiten Preis beim Tschaikowski-Wettbewerb (der erste Preis wurde nicht vergeben) und begann danach eine internationale Laufbahn als Konzertpianist in Europa, den USA, Asien, Australien und Neuseeland.
Er arbeitete mit namhaften Dirigenten wie Christoph Eschenbach, Neeme Järvi, Lorin Maazel, Kurt Masur, Andrew Davis, Yevgeny Svetlanov, Simon Rattle, Gustavo Dudamel, Robin Ticciati und Daniel Harding und Orchestern wie dem Royal Concertgebouw Orchestra, dem Leipziger Gewandhausorchester, den Münchner Philharmonikern, dem Schwedischen Radio-Sinfonieorchester, dem Orchestre Philharmonique de Radio France, den Wiener Symphonikern, der Tschechischen Philharmonie und den Berliner Philharmonikern. Er war fast zwanzig Jahre lang regelmäßiger Gast bei den BBC Proms und nahm mehrmals am Edinburgh Festival, am Festival La Roque d'Anthéron und am Schleswig-Holstein-Festival teil. In den USA trat er mit dem Los Angeles Philharmonic Orchestra auf sowie mit den Symphonieorchestern aus Boston, Chicago, Pittsburgh, Cleveland und Detroit, in Australien ist er seit 1984 bei den großen Sinfonieorchestern des Landes zu Gast, und seit 1989 konzertierte er mehrfach mit dem New Zealand Symphony Orchestra.
Sein langjähriger Duopartner ist der Pianist Daniel Roscoe, daneben arbeitete Donohoe auch mit Musikern wie Raphael Wallfisch, Elizabeth Watts und Noriko Ogawa zusammen. Er spielte zahlreiche Aufnahmen bei EMI Records ein und wurde u. a. mit dem Grand Prix International du Disque Liszt und dem Grammophon Concerto Award ausgezeichnet. Er erhielt Ehrendoktortitel der University of Birmingham, der University of Warwick, der University of East Anglia, der Leicester University und der The Open University und wurde aufgrund seiner Verdienste um die klassische Musik im Rahmen der New Years Honours 2010 als Commander des Order of the British Empire (CBE) ausgezeichnet.